# Aynur Imanova
Aynur Imanova, född Karimova 7 december 1988 i Baku, Azerbajdzjan, är en volleybollspelare (center).
Imanova har under lång tid spelat med Azerbajdzjans landslag. På klubbnivå har hon spelat hela sin karriär med de azeriska klubbarna Azärreyl QVK, Azäryol VK och Abşeron VK.